# Neohoplonotus spiniferus
Neohoplonotus spiniferus – gatunek chrząszcza z rodziny kózkowatych i podrodziny zgrzypikowych. Jedyny przedstawiciel rodzaju Neohoplonotus.

## Zasięg występowania
Gatunek ten występuje w Chile.